# Gyelmis-Lukács János
Gyelmis-Lukács János (Szabadka, 1899. szeptember 28. – Budapest, 1979. április 24.) festőművész.

## Életpályája
1924-től 26-ig Budapesten, a Képzőművészeti Főiskolán tanult, ahol Rudnay Gyula korrigálta, 1929–30-ben a firenzei Accademia di Belle Artin képezte magát. 1928–1938 között Olaszországban élt és dolgozott, ugyanitt számos gyűjteményes tárlata volt. Hazatérését követően a bükki majd az újvidéki művésztelepen dolgozott. 1942-ben elnyerte Újvidék város nagy ezüstérmét, 1963-ban pedig oklevelet kapott az olaszországi Palestrinában.1945 után Budapesten élt. Plasztikus hatású, a fény és árnyék ellentétére épülő tájképeket, figurális kompozíciókat festett. Alkotásait – a magángyűjtemények mellett – a pécsi Janus Pannonius Múzeum Modern Magyar Képtár, és a szabadkai Városi Múzeum őrzi.

## Kiállításai
- 1969 Szabadka
- 1926 A bükki művésztelep kiállítása, Eger
- 1940 A Magyar Művészetért kiállítás, Műcsarnok, Budapest
- 1941 az OMKT jubileumi kiállítása, Műcsarnok, Budapest
- 1950 1. Magyar Képzőművészeti kiállítás, Műcsarnok, Budapest
- 1957 Tavaszi Tárlat, Műcsarnok, Budapest.